# Bayerische Alpen
Die Bayerischen Alpen sind ein Abschnitt der Nördlichen Ostalpen in der internationalen vereinheitlichten orographischen Einteilung der Alpen (SOIUSA) nach Sergio Marazzi. Derselbe Name wird in der Partizione delle Alpi für eine Gebirgsgruppe der Zentralalpen verwendet, deckt dort aber einen größeren Bereich ab. In der von den deutschsprachigen Alpenvereinen entwickelten Gebirgseinteilung der Ostalpen wird der Begriff „Bayerische Alpen“ nicht verwendet. Die naturräumliche Großregion der Schwäbisch-Bayerischen Voralpen fällt demgegenüber weitgehend mit den Bayerischen Alpen zusammen, enthält jedoch einige Landschaftsteile nicht (s. u.).
Im weiteren Sinn steht „Bayerische Alpen“ auch für den auf bayerischem bzw. deutschem Staatsgebiet gelegenen Alpenteil. Bayern ist das einzige deutsche Bundesland, das Anteil an den Alpen hat. Meist werden unter den Bayerischen Alpen jedoch nur die zwischen den Flüssen Lech und Saalach in Deutschland gelegenen Gebirgsteile verstanden. Mit dieser Auslegung zählen daher die Allgäuer Alpen, auf die sich das bayerische Staatsgebiet erst seit jüngerer Zeit erstreckt, und die Berchtesgadener Alpen nicht zu den Bayerischen Alpen.
Abzugrenzen sind die Bayerischen Alpen von den Bayerischen Voralpen. Letztere umfassen nur den bayerischen Anteil der Voralpen zwischen der Loisach im Westen und dem Inn im Osten.

## Einordnung
| Einordnung nach SOIUSA | Einordnung nach SOIUSA | Einordnung nach SOIUSA |
| ---------------------- | ---------------------- | ---------------------- |
| Teil                   | II                     | Ostalpen               |
| Sektor                 | II/B                   | Nördliche Ostalpen     |
| Abschnitt              | 22                     | Bayerische Alpen       |

Die meisten Unterabschnitte der Bayerischen Alpen nach SOIUSA entsprechen jeweils einer Gruppe der Alpenvereinseinteilung der Ostalpen (AVE). Lediglich die Unterabschnitte Wallgauer Alpen und Mangfallgebirge sind bei der AVE zur Gruppe der Bayerischen Voralpen zusammengefasst.
Die Partizione delle Alpi verwendet den Begriff Bayerische Alpen für das Gesamtgebiet der SOIUSA-Abschnitte der Nordtiroler Kalkalpen und Bayerischen Alpen westlich des Inn.

## Umgrenzung
Die Begrenzung der Bayerischen Alpen nach SIOUSA läuft im Uhrzeigersinn entlang der Linie Alpenvorland – Saalach – Loferbach – Waidring – Griesbach – Großache – Kohlenbach – Weißenbach – Walchseebach – Walchsee – Jennbach – Inn – Thierseer Ache/Klausenbach/Kieferbach – Glemmbach – Ellbach – Brandenberger Ache – Bairache – Sattelbach – Gufferthütte – Filzmoosbach – Ampelsbach – Seeache – Isar – Kranzbach – Köchelgraben – Kankerbach – Partnach – Loisach – Zwischentoren – Heiterwanger See – Plansee – Archbach – Lech – Krumbach – Hochtannbergpass – Bregenzer Ach – Argenbach – Faschinajoch – Faschinabach – Seebergbach – Lutz – Ill – Alpenrhein.
|                          | (Alpenvorland)        |                      |
|                          |                       | Salzburger Nordalpen |
| Westliche Rätische Alpen | Nordtiroler Kalkalpen |                      |

## Untergliederung
Die Bayerischen Alpen nach SOIUSA werden in drei Sektoren und sechs Unterabschnitte eingeteilt.
| Sektor | Sektor                                              | Unterabschnitt | Unterabschnitt                              | Entsprechung in der AVE | Entsprechung in der AVE | Höchster Gipfel       | Höhe          |
| ------ | --------------------------------------------------- | -------------- | ------------------------------------------- | ----------------------- | ----------------------- | --------------------- | ------------- |
| A      | Allgäuer und Bregenzer Alpen (Westbayerische Alpen) | I              | Bregenzerwaldgebirge (Bregenzer Hinterwald) | 1                       | Bregenzerwaldgebirge    | Glatthorn             | 2133 m ü. A.  |
| A      | Allgäuer und Bregenzer Alpen (Westbayerische Alpen) | II             | Allgäuer Alpen i. w. S.                     | 2                       | Allgäuer Alpen          | Großer Krottenkopf    | 2656 m ü. A.  |
| A      | Allgäuer und Bregenzer Alpen (Westbayerische Alpen) | III            | Ammergauer Alpen                            | 7a                      | Ammergauer Alpen        | Daniel                | 2340 m ü. A.  |
| B      | Bayerische Voralpen (Zentralbayerische Alpen)       | IV             | Wallgauer Alpen                             | 7b                      | Bayerische Voralpen     | Krottenkopf           | 2086 m ü. NHN |
| B      | Bayerische Voralpen (Zentralbayerische Alpen)       | V              | Mangfallgebirge                             | 7b                      | Bayerische Voralpen     | Hinteres Sonnwendjoch | 1986 m ü. A.  |
| C      | Chiemgauer Alpen (Ostbayerische Alpen)              | VI             | Chiemgauer Alpen                            | 11                      | Chiemgauer Alpen        | Sonntagshorn          | 1961 m ü. NHN |

Zusätzlich zu den Schwäbisch-Bayerischen Voralpen enthalten die Bayerischen Alpen die folgenden Haupteinheiten der naturräumlichen Großregion Nördliche Kalkhochalpen:
- Hinterer Bregenzer Wald
- Allgäuer Hochalpen
- Oberstdorfer Becken
- Loferer und Leoganger Alpen mit den Loferer und Leoganger Steinbergen, in Deutschland auf die Winklmoosalm beschränkt

## In Bayern liegende Teile der Alpen
Die nachstehende Tabelle enthält  alle Gebirgsgruppen der Alpen, die zumindest teilweise in Bayern und somit in Deutschland liegen – in der Ausgangsübersicht sortiert etwa von Westen nach Osten und angegeben mit maximaler Höhe in Meter (m) über Normalhöhennull (NHN). Die angeführten höchsten Berge und Höhen beziehen sich auf den Teil der Gebirgsgruppen, der in Bayern liegt, und nicht auf die gesamte Gebirgsgruppe. So liegt der höchste Berg der Allgäuer Alpen, der 2656 m ü. A. hohe Große Krottenkopf, in Tirol und wird folglich in der Tabelle nicht berücksichtigt.
Die höchste Erhebung der Alpen in Deutschland ist die Zugspitze. Sie liegt im westlichen Teil des Wettersteingebirges – welches indes nicht zu den Bayerischen Alpen gezählt wird – und hat mit einer Höhe von 2962 m ü. NN sowie zwei kleinen Gletschern hochalpinen Charakter (siehe Hochgebirge). Auch die zum Teil hochalpinen Berchtesgadener Alpen gehören nicht zur Gruppe der Bayerischen Alpen.

Durch Klicken auf das in der Spalte Bergliste stehende Wort Liste gelangt man zu einer solchen (teils auch in Fließtextform) mit weiteren Bergen der jeweiligen Landschaft (teils auch außerhalb Bayerns). Die Tabelle ist durch Klick auf die Symbole bei den Spaltenüberschriften sortierbar. 

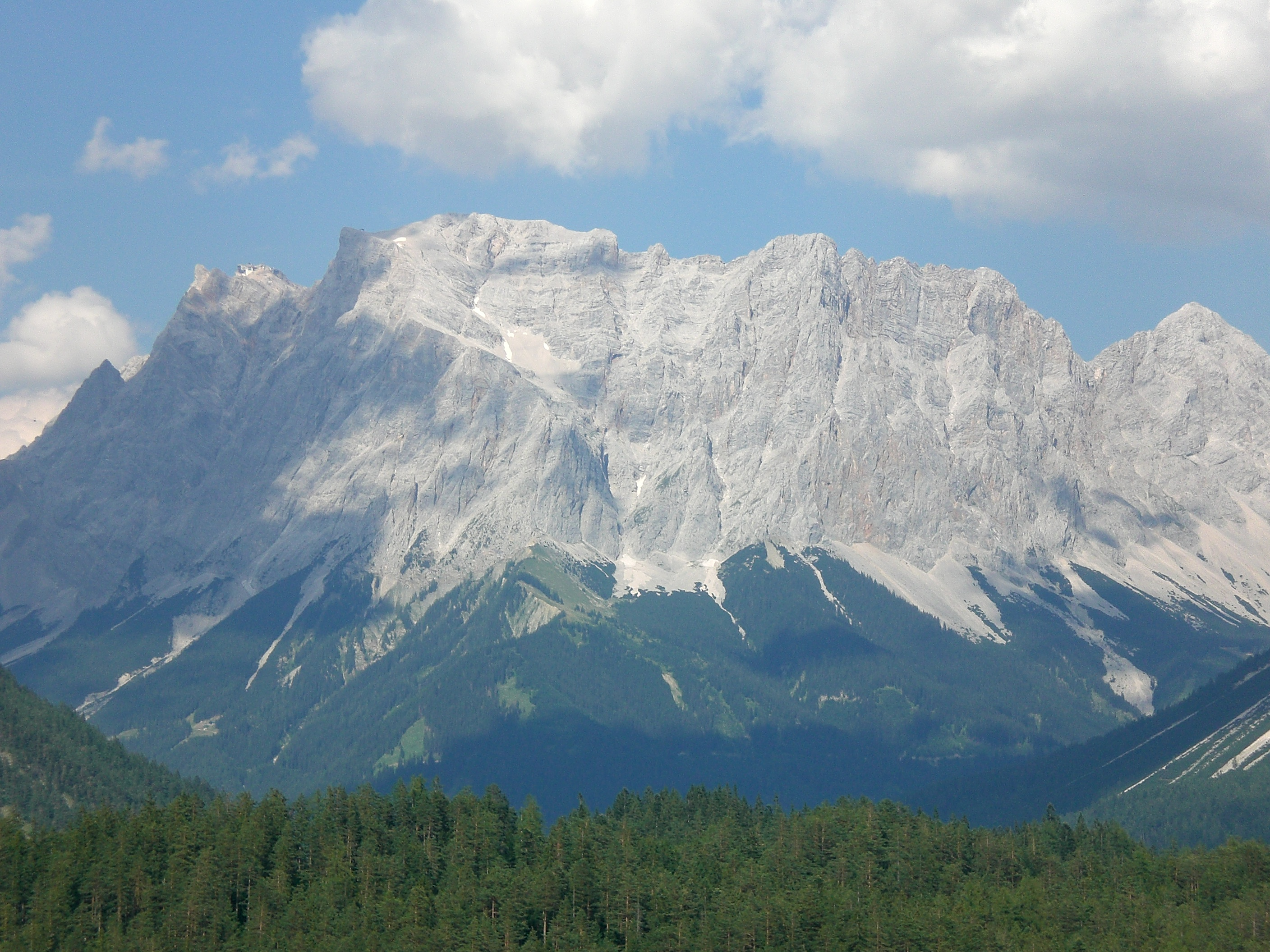
Zugspitzmassiv mit Zugspitze (l); höchster Berg in Deutschland in Oberbayern (von Südwesten / Fernpass)

| Gebirgsgruppe         | Berg- liste | Zugehörigkeit zu Bayerischen Alpen | Höchster Berg in Bayern  | Höhe (m) |
| --------------------- | ----------- | ---------------------------------- | ------------------------ | -------- |
| Allgäuer Alpen        | Liste       | teilweise                          | Hochfrottspitze          | 2649     |
| Ammergauer Alpen      | Liste       | überwiegend                        | Kreuzspitze              | 2185     |
| Wettersteingebirge    | Liste       | teilweise                          | Zugspitze                | 2962     |
| Bayerische Voralpen   | Liste       | teilweise                          | Krottenkopf              | 2086     |
| Karwendel             | Liste       | teilweise                          | Östliche Karwendelspitze | 2538     |
| Chiemgauer Alpen      | Liste       | überwiegend                        | Sonntagshorn             | 1961     |
| Berchtesgadener Alpen | Liste       | teilweise                          | Watzmann                 | 2713     |

Anmerkungen
1. ↑  Bayerische Voralpen: mit Estergebirge, Walchenseebergen, Benediktenwandgruppe und Mangfallgebirge
2. ↑  Karwendel: Hauptteil liegt in Tirol

## Landschaftsbild
Wie die Alpen insgesamt, so wurden auch die Bayerischen Alpen als Teil der Nordalpen stark durch die letzte Eiszeit geprägt. Es entstanden Kare, Seen und die typischen U-Täler durch Gletscher. Ablagerungen der eiszeitlichen Flüsse sowie vor allem die Gletscher ließen insbesondere im Alpenvorland eine hügelige Landschaft mit Seen und Mooren entstehen.